# Самаритянская религия
Самаритянская религия — авраамическая, монотеистическая, этническая религия самаритян, этнорелигиозной группы, которая, наряду с евреями, происходит от древних израильтян. Центральным священным текстом религии является Самаритянское Пятикнижие, которое самаритяне считают оригинальной, неизменной версией Торы.
Самаритяне описывают свою религию как святую веру, которая началась с Моисея и не изменилась на протяжении тысячелетий, прошедших с тех пор. Самаритяне верят, что еврейская Тора и иудаизм были испорчены временем и больше не служат обязанностям, которые Бог возложил на израильтян на горе Синай. Самым святым местом для самаритян в их вере является гора Гризим недалеко от Наблуса, в то время как евреи считают Храмовую гору в Иерусалиме своим самым священным местом.

## История

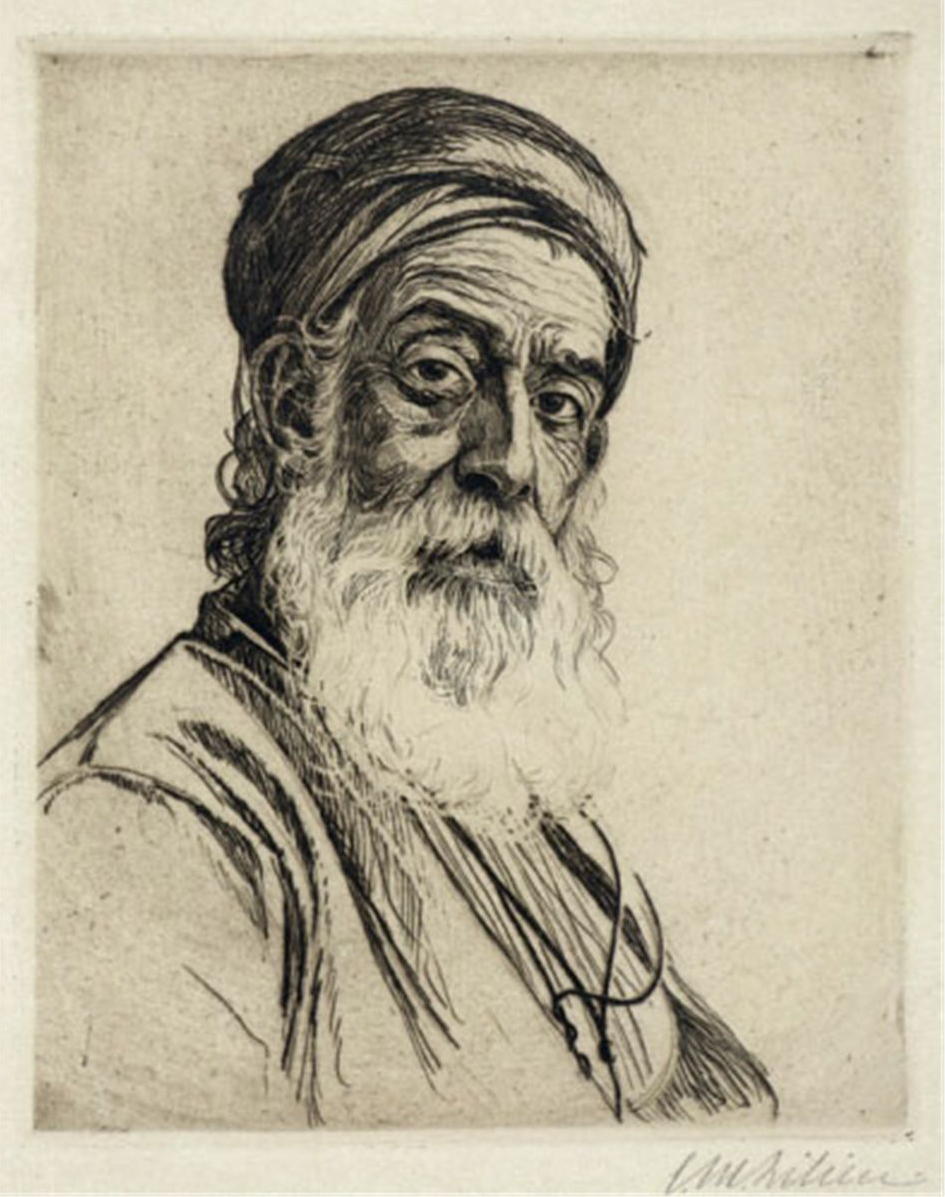
Самаритянский первосвященник Яакоб I бен Аарон бен Шалма, художник Эфраим Моше Лилиен

Самаритяне считают, что вершина горы Гризим является истинным расположением Божьего Святого Места. Самаритяне прослеживают свою историю как отдельного образования до периода вскоре после вступления израильтян в Землю Обетованную. Самарянская историография прослеживает сам раскол до того, как первосвященник Илий покинул гору Гризим, где стоял первый израильский жертвенник в Ханаане, и построил конкурирующий жертвенник в соседнем Силоме. Несогласная группа израильтян, последовавшая за Илием в Силом, должна была в последующие годы отправиться на юг, чтобы завоевать Иерусалим (евреи), в то время как израильтяне, оставшиеся на горе Гризим в Самарии, стали известны как самаритяне.
Абуль-Фатх, написавший в XIV веке крупный труд по истории самаритян, комментирует происхождение их следующим образом:

Между Эли, сыном Яфни, из рода Ифамара, и сыновьями Пинка (Финееса) разразилась ужасная гражданская война, потому что Эли, сын Яфни, решил узурпировать первосвященство у потомков Пинка. Он приносил жертвы на алтарь из камней. Ему было 50 лет, он был наделён богатством и отвечал за сокровищницу детей Израиля. …
Он принёс жертву на жертвенник, но без соли, как будто был невнимателен. Когда великий первосвященник Оззи узнал об этом и обнаружил, что жертва не принята, он полностью отрёкся от него; и (даже) сказано, что он упрекнул его.
После этого он и сочувствующая ему группа подняли восстание, и сразу же он, его последователи и его звери отправились в Силом. Таким образом, Израиль раскололся на фракции. Он послал к их начальникам сказать им: «кто хочет увидеть чудеса, пусть приходит ко мне». Затем он собрал вокруг себя большую группу в Силоме и построил там храм; он построил место, подобное храму [на горе Гризим]. Он соорудил жертвенник, не упустив ни одной детали — всё по частям соответствовало оригиналу.
В это время Дети Израиля разделились на три фракции. Верная фракция на горе Гризим; еретическая фракция, последовавшая за ложными богами; и фракция, последовавшая за Илием, сыном Яфни, в Силоме.

Кроме того, Самаритянская хроника Адлера, или Новая хроника, которая, как полагают, была составлена в XVIII веке с использованием более ранних хроник в качестве источников, утверждает:

И дети Израиля в его дни разделились на три группы. Одна поступала по мерзостям язычников и служила другим богам; другая последовала за Илием, сыном Яфни, хотя многие из них отвернулись от него после того, как он открыл свои намерения; а третья осталась у первосвященника Уззи бен Букки, на избранном месте.

Современные генетические исследования (2004 г.) предполагают, что родословная самаритян восходит к общему предку с евреями в унаследованном по отцовской линии еврейском первосвященстве (коганим), по времени близком к периоду ассирийского завоевания Израильского царства, и, вероятно, самаритяне являются потомками исторического израильского населения, хотя и изолированного, учитывая затворническую историю народа.
Конфликты между самаритянами и евреями были многочисленными между концом ассирийского владычества и восстанием Бар-Кохбы. Притча Иисуса о добром самаритянине также свидетельствует о конфликте. Великий храм самаритян на вершине горы Гризим был разрушен по приказу еврейского царя Иоанна Гиркана.
После неудавшихся восстаний гора Гризим была заново освящена новым храмом, который в конечном итоге снова был разрушен во время самаритянских восстаний. Гонения на самаритян были обычным явлением в последующие века.

## Верования

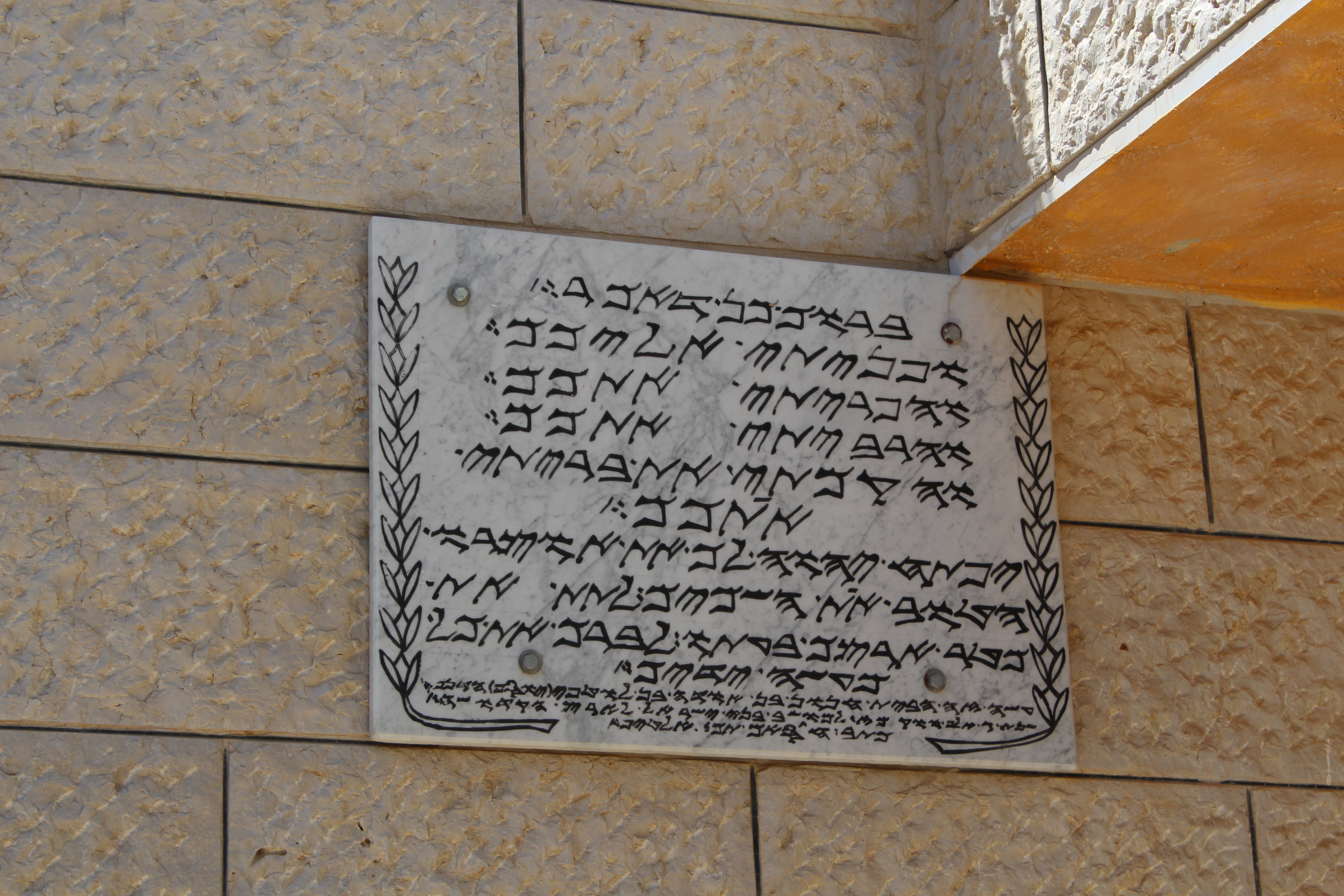
Самаритянская мезуза в Наблусе

Основные верования самаритянской религии заключаются в следующем:
- Есть один Бог, Яхве, тот самый Бог, которого признавали еврейские пророки. Вера в единство Творца, которое есть абсолютное единство. Это причина причин, и она наполняет весь мир. Его природа не может быть понята людьми, но по его действиям и по его откровению своему народу и по доброте, которую он проявил к ним.
- Тора – единственная истинная священная книга, данная Богом Моисею. Тора была создана до сотворения мира, и тому, кто верит в неё, гарантирована доля в мире грядущем. Статус Торы в самаритянстве как единственной священной книги заставляет самаритян отвергать Устную Тору, Талмуд и всех пророков и писания, кроме Иисуса Навина, чья книга в самаритянской общине значительно отличается от Книги Иисуса Навина в еврейской Библии. По сути, отвергается авторитет всех пост-Торических разделов еврейской Библии и классических еврейских раввинистических трудов (Талмуда, включающего Мишну и Гемару). Моисей считается последним из пророков.
- Гора Гризим, а не Иерусалим, является единственным истинным святилищем, избранным Богом. Самаряне не признают святость Иерусалима и не признают Храмовую гору, утверждая вместо этого, что гора Гризим была местом, где произошло связывание Исаака.
- Апокалипсис, называемый «днём отмщения», будет концом дней, когда придёт личность по имени Тахеб (по сути, самаритянский эквивалент Мошиаха в иудаизме) из колена Иосифа, он будет пророком, как Моисей, на сорок лет и приведёт к возвращению всех израильтян, после чего мёртвые воскреснут. Затем Тахеб обнаружит шатёр Скинии Моисея на горе Гризим и будет похоронен рядом с Иосифом, когда умрёт.

## Фестивали и памятные даты
Самаритяне сохраняют протоеврейскую письменность, институт первосвященства и практику забоя и употребления в пищу ягнят в канун Пасхи. Они празднуют Песах, Шавуот, Суккот, но используют способ, отличный от того, который используется в иудаизме, для ежегодного определения дат. Йом Теруа (библейское название «Рош ха-Шана») в начале Тишрея не считается Новым годом, как в раввинистическом иудаизме.
Песах особенно важен в самаритянской общине, кульминацией праздника является жертвоприношение до 40 овец. Отсчёт Омера остаётся в основном неизменным; тем не менее, неделя перед Шавуотом является уникальным праздником, отмечающим неизменную приверженность самаритянства со времён Моисея. Шавуот характеризуется почти однодневными службами непрерывной молитвы, особенно над камнями на Гризиме, традиционно приписываемым Иисусу Навину.
Во время Суккота сукка строится внутри дома, в отличие от традиционной для иудаизма постройки на открытом воздухе. Самаритянский историк Беньямим Цедака прослеживает традицию сукки в помещении до преследований самаритян во времена Византийской империи. Крыша самаритянской сукки украшена цитрусовыми и ветвями пальмы, мирта и ивы, согласно самаритянской интерпретации четырёх видов, обозначенных в Торе для праздника.

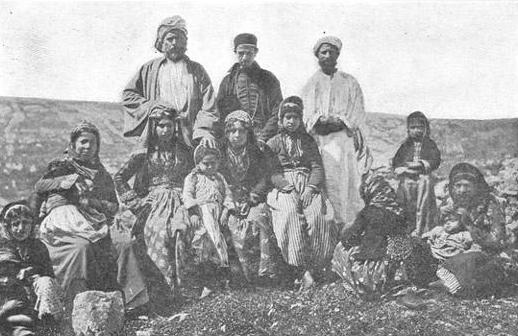
Самаритяне, с фото ок. 1900 года Фонда исследования Палестины.
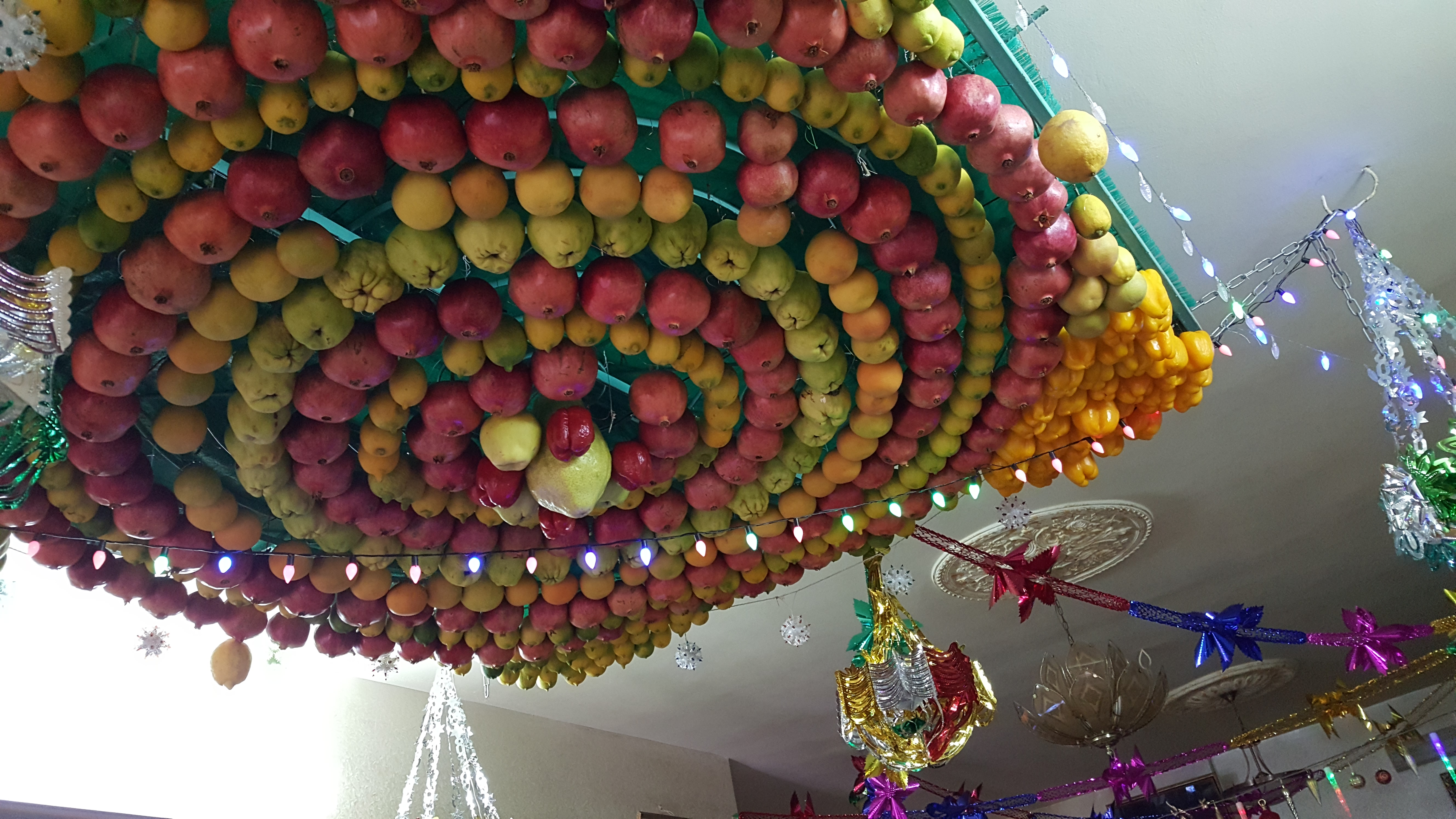
Суккот на горе Гризим
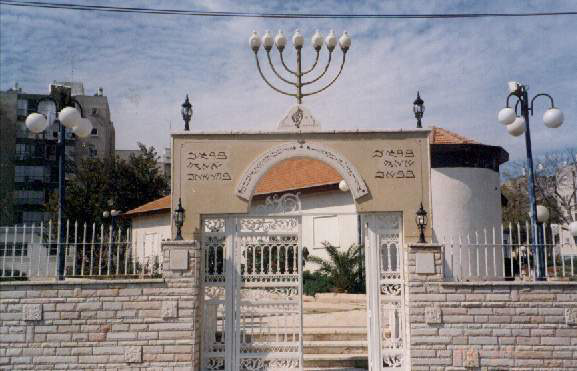
Вход в современную самаритянскую синагогу в городе Холон, Израиль

## Религиозные тексты

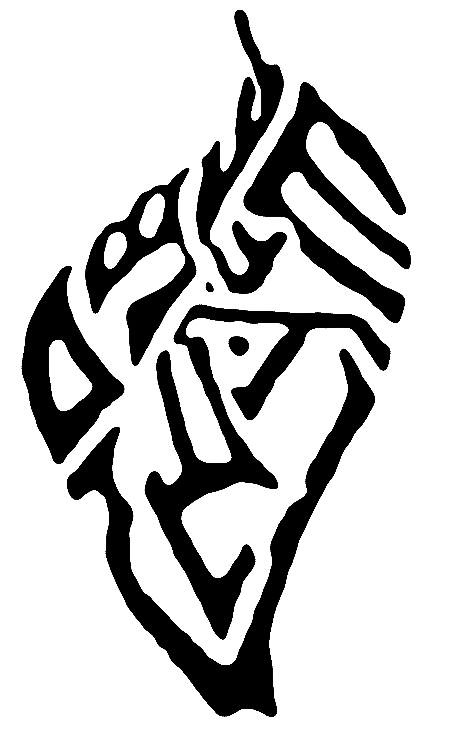
"Шма Исраэль", написанная в традиции самаритянской еврейской каллиграфии

Самаритянский закон отличается от Галахи (раввинистического еврейского закона) и других еврейских религиозных движений. У самаритян есть несколько групп религиозных текстов, которые соответствуют еврейской Галахе. Несколько примеров таких текстов:

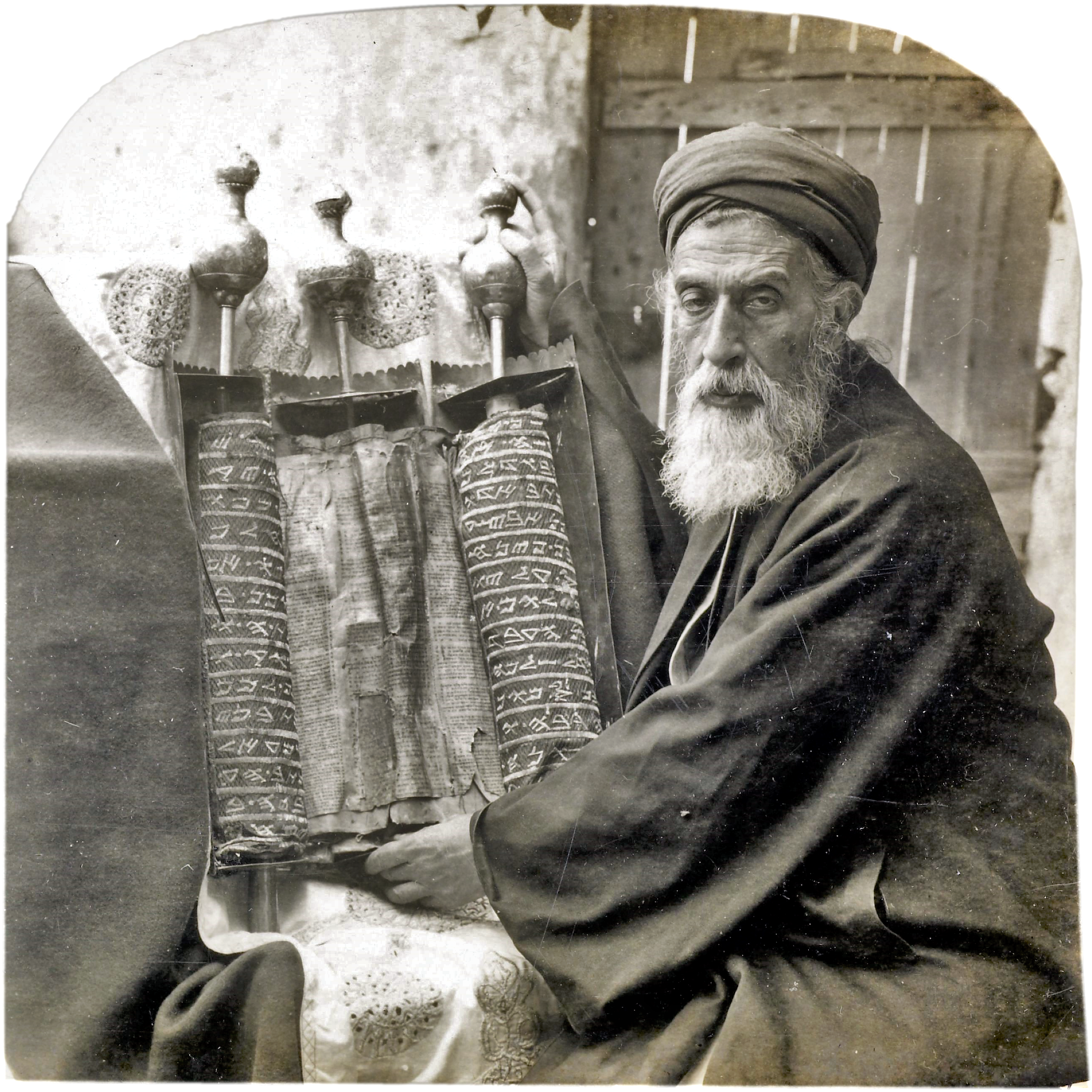
Самарянский первосвященник Яаков бен Аарон и свиток «Сефер Абиша», 1905 год

- Самаритянское Пятикнижие: существует около 6000 различий между самаритянским Пятикнижием и масоретским еврейским текстом Пятикнижия; и, согласно одной оценке, 1900 точек совпадения между ним и Септуагинтой. Несколько отрывков в Новом Завете также, по-видимому, перекликаются с текстовой традицией Торы, не отличающейся от той, которая сохранилась в самаритянском тексте. Существует несколько теорий сходства. Вариации, некоторые из которых подтверждаются прочтениями в старолатинском, сирийском и эфиопском переводах, свидетельствуют о древности самаритянского текста[20][21][22], хотя точная дата его составления до сих пор в значительной степени неясна. Особого внимания заслуживает так называемый «Свиток Абиши», рукопись традиции Пятикнижия, приписываемая Авишуа, внуку Аарона, традиционно считается составленной в бронзовом веке. Однако проверка свитка показала, что он был создан не ранее XIV века н.э., то есть примерно на столетие моложе самого старого в мире свитка Торы.
- Исторические сочинения
  - Самаритянская хроника, Толида?! (Сотворение мира до времен Абиши)
  - Самаритянская книга Иошуи (Израиль во времена божественной милости) (IV век, на арабском и арамейском языках)
  - Самаритянская хроника, Адлер (Израиль со времён божественной немилости до изгнания)
- Агиографические тексты
  - Самаритянский галахический текст, Хиллух (Кодекс Галахи, брак, обрезание и др.)
  - Самаритянский галахический текст, Китаб ат-Табба (Галаха и интерпретация некоторых стихов и глав из Торы, написанная Абу Аль Хасаном, XII век н.э.)
  - Самаритянский галахический текст, Китаб аль-Кафи (Книга Галахи, написанная Йосефом Аль Аскаром, XIV век н.э.)
  - Аль-Асатир — легендарные арамейские тексты XI и XII веков, содержащие:
    - Агадический мидраш, Абу’л Хасан ас-Сури
    - Агадический мидраш, Мемар Марках — богословские трактаты III или IV века, приписываемые Хаккаму Мархе
    - Агадический мидраш, Пинхас на Тахебе
    - Агадический мидраш, Молад Масех (О рождении Моисея)
- Дефтер, молитвенник псалмов и гимнов[23]
- Самаритянская Агада[24]